# Семјонов
Семјонов (рус. Семёнов) град је у Русији у Нижегородској области
.

## Становништво
| 1939.  | 1959.  | 1970.  | 1979.  | 1989.  | 2002.  | 2010.  |
| ------ | ------ | ------ | ------ | ------ | ------ | ------ |
| 11.997 | 19.837 | 23.633 | 25.199 | 26.282 | 25.298 | 24.473 |